# Cervo a primavera
Cervo a primavera è l'ottavo album del cantautore Riccardo Cocciante, pubblicato nel 1980.
Con questo lavoro ebbe inizio la collaborazione tra l'artista e Mogol.

## Tracce
1. Cervo a primavera – 4:08
2. Footing – 3:43
3. Tu sei il mio amico carissimo – 3:03
4. Piero – 3:40
5. Ci vuol coraggio – 3:58
6. Il soufflé con le banane – 3:16
7. Non è stato per caso – 2:53
8. Gomma – 3:31
9. Carolina amatissima – 2:50
10. Suonare suonare [1] – 4:04

## Formazione
- Riccardo Cocciante – voce, cori e pianoforte
- Derek Wilson – batteria e percussioni
- Maurizio Preti – percussioni
- Carlo Pennisi – chitarra acustica, chitarra a 6 corde
- Alessandro Centofanti – pianoforte e sintetizzatore
- Serge Perathoner – pianoforte e tastiera
- Claude Salmieri – batteria
- Giovanni Tommaso, Paolo Donnarumma, Gerard Prevost – basso
- Andrea Tosi – fisarmonica
- Shel Shapiro – chitarra a 12 corde e arpa
- Roberto Colombo – pedal steel guitar
- Steve Shehan – percussioni
- Claudio Bazzari – chitarra
- Stefano Pulga – tastiera
- Loris Lenti – marimba
- David Rose – violino
- Fabio Treves – armonica
- Hugo Heredia – ottavino
- Pino Ferro, Françoise Goddard, Lella Esposito, Rossana Casale, Wanda Radicchi, Aida Cooper, Marco Ferradini, Silvio Pozzoli – cori